# Дебора Нокс
Деббі Нокс  (англ. Deborah Knox, 26 вересня 1968) — британська керлінгістка, олімпійська чемпіонка.

## Виступи на Олімпіадах
| Олімпіада           | Дисципліна | Місце |
| ------------------- | ---------- | ----- |
| Солт-Лейк-Сіті 2002 | керлінг    | 1     |
| Турин 2006          | керлінг    | =5    |